# Saint-Roch-sur-Égrenne
Pour les articles homonymes, voir Saint-Roch (homonymie) et Égrenne (homonymie).
Saint-Roch-sur-Égrenne est une commune française du pays de Passais, située dans le département de l'Orne en région Normandie, peuplée de 150 habitants.

## Géographie
| Saint-Georges-de-Rouelley                       | Domfront-en-Poiraie (comm. dél. de Rouellé) | Domfront-en-Poiraie (comm. dél. de La Haute-Chapelle)                       |
| Saint-Georges-de-Rouelley, Saint-Mars-d'Égrenne | Saint-Roch-sur-Égrenne                      | Domfront-en-Poiraie (comm. dél. de La Haute-Chapelle), Saint-Mars-d'Égrenne |
| Saint-Mars-d'Égrenne                            | Saint-Mars-d'Égrenne                        | Saint-Mars-d'Égrenne                                                        |

### Hameaux, lieux-dits et écarts
La commune comprend un grand nombre de hameaux dispersés :
B
- La Baillée
- Beauregard
- Beauséjour
- Beau Soleil
- Belle Fontaine
- Berthe
- Le Bignon
- Les Bigotières
- Les Bissons
- Le Bois Fouquet
- Le Bois le Houx
- La Bouëtte
- La Butte

C
- La Chambre
- Les Claireaux
- La Croix
- La Coudre
- La Cousinière

E
- L'Épine
- L'Étanchet

F
- Le Fougeray

G
- Les Gilaudières
- Grain Volé
- La Grande Brasse
- Le Grand Gué
- Le Grand Village

H
- La Halte
- Hameau Bouvet
- Le Haut Bois
- Le Haut Gué
- L'Hôtel au Clair
- L'Hôtel Chesnel
- L'Hôtel Chorin
- L'Hôtel Guiton
- L'Hôtel Hec'
- L'Hôtel Langlais
- L'Hôtel Laurent
- L'Hôtel Martin
- L'Hôtel Ruault
- L'Hôtel Soulard
- L'Hôtel Vézard
- Les Hulis

J
- La Jeune Vente
- Les Jugaudières

L
- Les Lamberdières

N
- La Noë

P
- Le Parc
- La Petite Brasse
- Le Petit Épail
- Le Petit Gué
- Les Planchettes
- La Prise
- La Prise Brault
- La Prise Morel
- La Prise Vaidie

R
- Le Rafeton
- Le Rautaunay
- Les Renaudières
- La Roche Blanche
- Le Ronceret

T
- Les Thébaudières
- La Trappe
- Le Tronchet

V
- Le Vieux Genetet
- Le Village Angers
- Le Village du Bois
- Le Village Bourrée
- Le Village Grandin
- Le Village Pottier

### Hydrographie
La commune est traversée par la ligne de partage des eaux entre les bassins hydrographiques Seine-Normandie et Loire-Bretagne. Elle est drainée par le Rançonnet et le ruisseau des Mares l'eau,,.

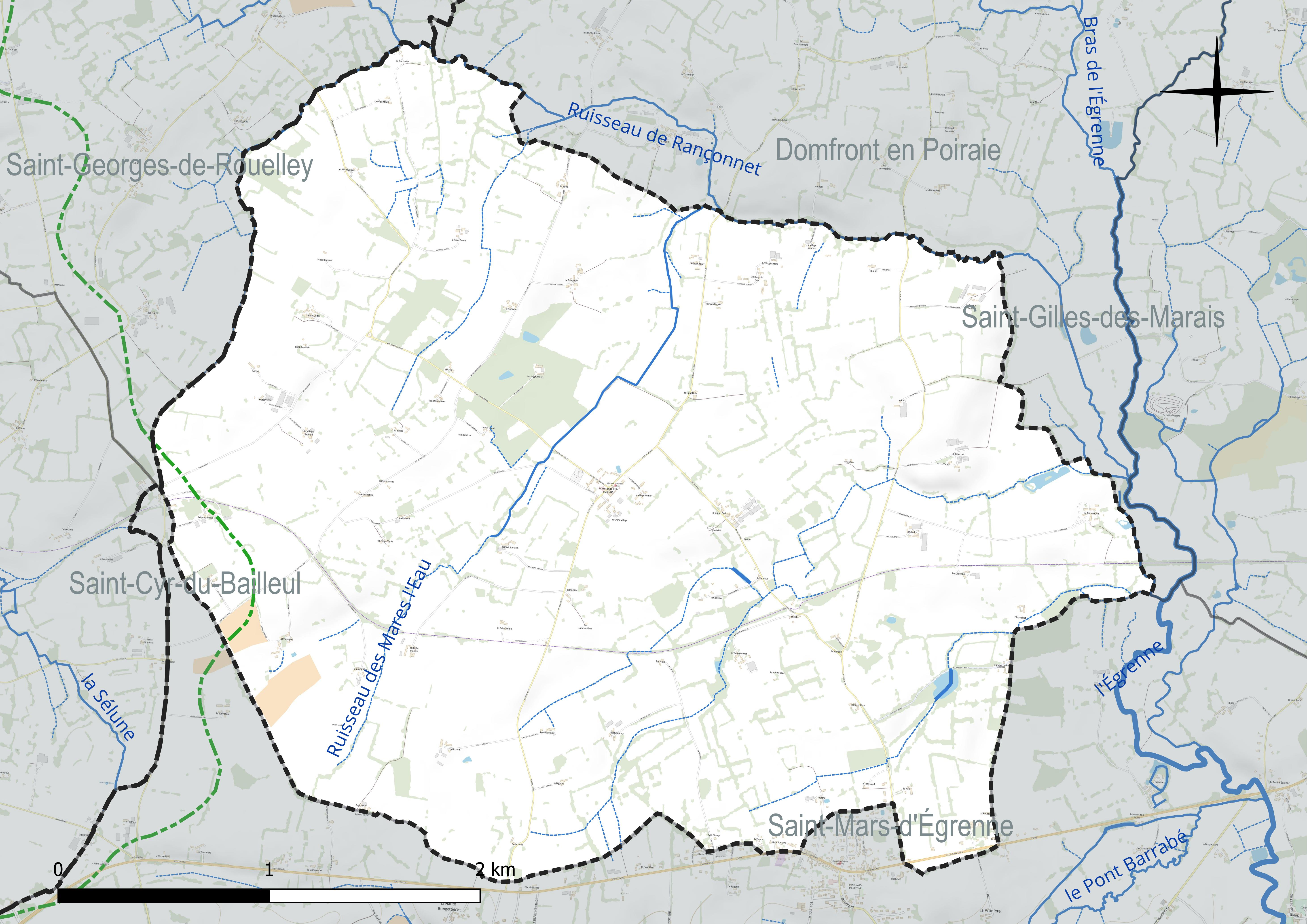
Réseau hydrographique de Saint-Roch-sur-Égrenne.

### Climat
Pour des articles plus généraux, voir Climat de la Normandie et Climat de l'Orne.
En 2010, le climat de la commune est de type climat océanique franc, selon une étude du CNRS s'appuyant sur une série de données couvrant la période 1971-2000. En 2020, Météo-France publie une typologie des climats de la France métropolitaine dans laquelle la commune est exposée à un climat océanique et est dans la région climatique Normandie (Cotentin, Orne), caractérisée par une pluviométrie relativement élevée (850 mm/a) et un été frais (15,5 °C) et venté. Parallèlement le GIEC normand, un groupe régional d’experts sur le climat, différencie quant à lui, dans une étude de 2020, trois grands types de climats pour la région Normandie, nuancés à une échelle plus fine par les facteurs géographiques locaux. La commune est, selon ce zonage, exposée à un « climat contrasté des collines », correspondant au Bocage normand, bien arrosé, voire très arrosé sur les reliefs les plus exposés au flux d’ouest, et frais en raison de l’altitude.
Pour la période 1971-2000, la température annuelle moyenne est de 10,7 °C, avec une amplitude thermique annuelle de 13,2 °C. Le cumul annuel moyen de précipitations est de 864 mm, avec 13,3 jours de précipitations en janvier et 7,6 jours en juillet. Pour la période 1991-2020, la température moyenne annuelle observée sur la station météorologique la plus proche, située sur la commune de Saint-Fraimbault à 11 km à vol d'oiseau, est de 11,2 °C et le cumul annuel moyen de précipitations est de 850,1 mm,. Pour l'avenir, les paramètres climatiques de la commune estimés pour 2050 selon différents scénarios d’émission de gaz à effet de serre sont consultables sur un site dédié publié par Météo-France en novembre 2022.

## Urbanisme

### Typologie
Au 1er janvier 2024, Saint-Roch-sur-Égrenne est catégorisée commune rurale à habitat très dispersé, selon la nouvelle grille communale de densité à sept niveaux définie par l'Insee en 2022.
Elle est située hors unité urbaine. Par ailleurs la commune fait partie de l'aire d'attraction de Domfront en Poiraie, dont elle est une commune de la couronne,. Cette aire, qui regroupe 8 communes, est catégorisée dans les aires de moins de 50 000 habitants,.

### Occupation des sols
L'occupation des sols de la commune, telle qu'elle ressort de la base de données européenne d’occupation biophysique des sols Corine Land Cover (CLC), est marquée par l'importance des territoires agricoles (99,4 % en 2018), une proportion sensiblement équivalente à celle de 1990 (99,5 %). La répartition détaillée en 2018 est la suivante : 
prairies (71,3 %), terres arables (20,6 %), zones agricoles hétérogènes (7,4 %), zones urbanisées (0,6 %). L'évolution de l’occupation des sols de la commune et de ses infrastructures peut être observée sur les différentes représentations cartographiques du territoire : la carte de Cassini (XVIIIe siècle), la carte d'état-major (1820-1866) et les cartes ou photos aériennes de l'IGN pour la période actuelle (1950 à aujourd'hui).

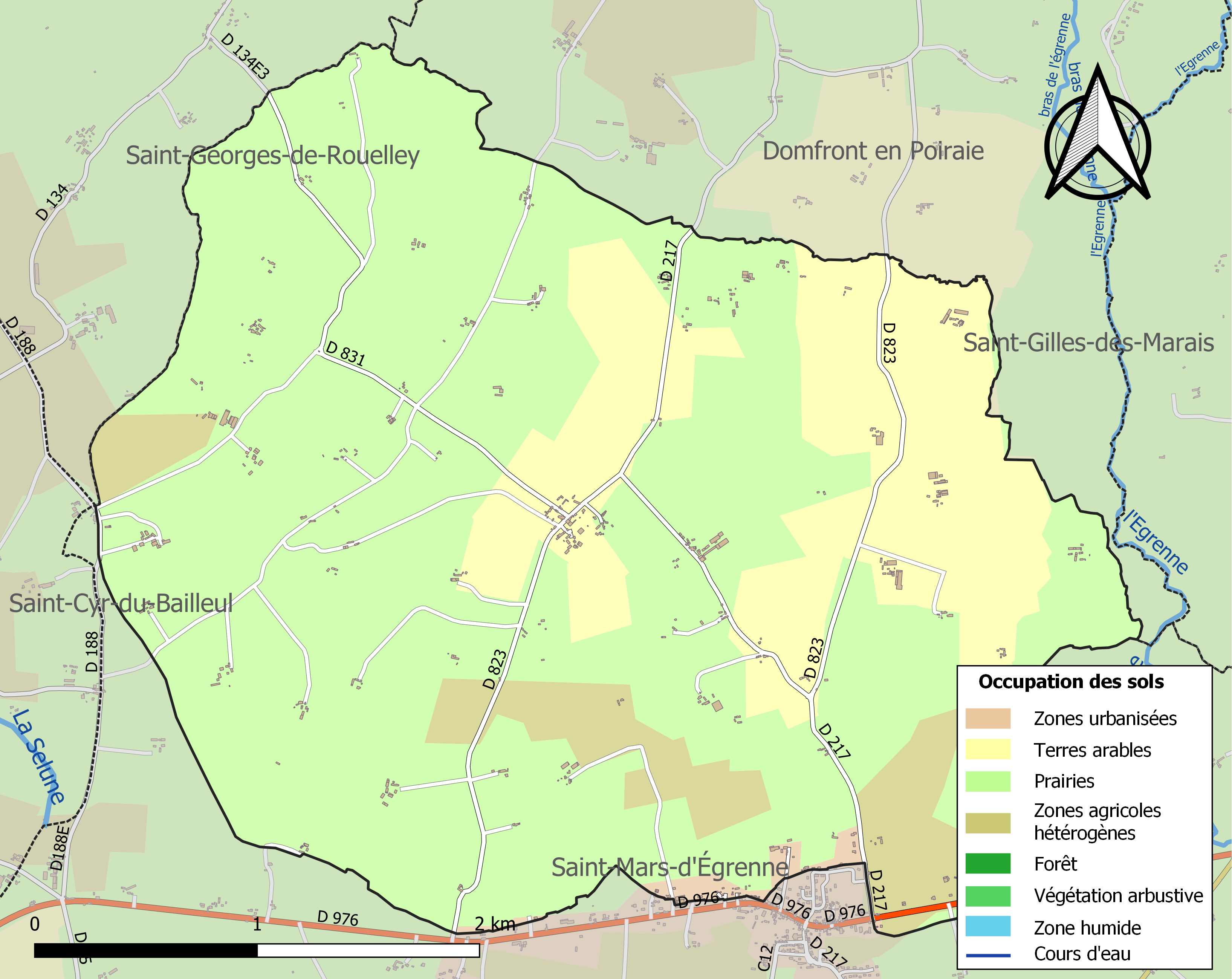
Carte des infrastructures et de l'occupation des sols de la commune en 2018 (CLC).

## Toponymie
Saint-Roch-sur-Egrenne, autrefois paroisse de Saint-Jacques-en-la-Brasse (dans le pouillé de 1508), Saint Roch en 1793, Saint-Roch-sur-Egrenne en 1801 .
Roch de Montpellier est le saint patron de la localité.
L'Égrenne est une rivière, affluent de la Varenne (rive droite).

## Politique et administration
| Période                                  | Période   | Identité           | Étiquette | Qualité     |
| ---------------------------------------- | --------- | ------------------ | --------- | ----------- |
| en 1859                                  | -         | Emmanuel Bochin    |           |             |
| en 1935                                  | -         | Victor Coupel      |           |             |
| ?                                        | 1989      | Raymond Lessellier |           |             |
| 1989                                     | mars 2014 | Bernard Guillaume  | SE-DVG    | Facteur     |
| mars 2014                                | En cours  | Christian Coupel   | SE        | Agriculteur |
| Les données manquantes sont à compléter. |           |                    |           |             |

Le conseil municipal est composé de onze membres dont le maire et deux adjoints.

## Démographie
L'évolution du nombre d'habitants est connue à travers les recensements de la population effectués dans la commune depuis 1793. Pour les communes de moins de 10 000 habitants, une enquête de recensement portant sur toute la population est réalisée tous les cinq ans, les populations de référence des années intermédiaires étant quant à elles estimées par interpolation ou extrapolation. Pour la commune, le premier recensement exhaustif entrant dans le cadre du nouveau dispositif a été réalisé en 2006.
En 2022, la commune comptait 150 habitants, en évolution de −16,2 % par rapport à 2016 (Orne : −3,21 %, France hors Mayotte : +2,11 %).
| 1793 | 1800 | 1806 | 1821 | 1831 | 1836 | 1841 | 1846 | 1851 |
| ---- | ---- | ---- | ---- | ---- | ---- | ---- | ---- | ---- |
| 728  | 754  | 830  | 750  | 811  | 765  | 763  | 732  | 855  |

| 1856 | 1861 | 1866 | 1872 | 1876 | 1881 | 1886 | 1891 | 1896 |
| ---- | ---- | ---- | ---- | ---- | ---- | ---- | ---- | ---- |
| 850  | 838  | 772  | 732  | 682  | 607  | 604  | 616  | 642  |

| 1901 | 1906 | 1911 | 1921 | 1926 | 1931 | 1936 | 1946 | 1954 |
| ---- | ---- | ---- | ---- | ---- | ---- | ---- | ---- | ---- |
| 626  | 593  | 561  | 510  | 499  | 542  | 511  | 446  | 390  |

| 1962 | 1968 | 1975 | 1982 | 1990 | 1999 | 2006 | 2011 | 2016 |
| ---- | ---- | ---- | ---- | ---- | ---- | ---- | ---- | ---- |
| 370  | 380  | 327  | 294  | 228  | 200  | 202  | 198  | 179  |

| 2021 | 2022 | - | - | - | - | - | - | - |
| ---- | ---- | - | - | - | - | - | - | - |
| 158  | 150  | - | - | - | - | - | - | - |

## Lieux et monuments
- Le manoir de Loraille.

## Personnalités liées à la commune
- Claude-Nicolas-Jacques Le Bigot de Beauregard (1748-1810), gendarme de la maison de la reine, maire de Domfront, député du tiers état en 1789, y est né et mort.